# Amber (Michigan)
Amber – miejscowość w Stanach Zjednoczonych, w stanie Michigan, w hrabstwie Mason.